# アントワーヌ・ド・グランヴェル
アントワーヌ・ペルノ・ド・グランヴェル（仏: Antoine Perrenot de Granvelle, 1517年8月20日 - 1586年9月21日）は、フランスの聖職者、枢機卿。スペイン・ハプスブルク家に仕え、当時のヨーロッパ諸国政治家の中でも有力者であった。プロテスタント弾圧をネーデルラントで行ったことが知られる。また、高名な美術収集家でもあり、ティツィアーノやアントニス・モルら数多くの芸術家たちの後援を行った。スペイン語名アントニオ・デ・グランベラ（Antonio Perrenot de Granvela）。

## 生涯
グランヴェルは、当時ブルゴーニュ自由伯領として神聖ローマ帝国領であったフランシュ＝コンテのブザンソンで生まれた。父ニコラ（1484年 - 1550年）はカール5世の大臣を務めた。ニコラはネーデルラントにおいて影響力を持つ地位にあり、1530年から亡くなるまで、ドイツにおける皇帝の最も信頼する助言者の一人となっていた。パドヴァで法学を、ルーヴァンで神学を学んだアントワーヌは、1540年に23歳でアラス司教座で地位を得た。1561年にはメヘレン大司教、1584年にはブザンソン大司教となった
トリエント公会議へ派遣されるなど、聖職者としての有能さからカール5世の片腕と目されるようになったが、次第に外交に軸足を移し、多くの困難でもろい和平工作に携わるようになった。1550年、父の後を継いで大臣職に就任する。ザクセン選帝侯モーリッツとの戦いではカールとともに戦地に赴くためインスブルックから同行し、のちにパッサウの和議を結んだ。
その後グランヴェルは、イングランド女王メアリー1世と、カールの長子フェリペ（のちのフェリペ2世）との結婚交渉を指揮した。1555年にカール5世が一線から退くと、彼はネーデルラント政策に当たらされた。カトー・カンブレジ条約をスペイン代表団の一人としてお膳立てした後、ネーデルラント総督マルゲリータ・ディ・パルマの宰相に任命された。彼はその後5年間、プロテスタント勢力抑圧に力を注いだ。1560年にメヘレン大司教座を立て、1561年には自身が枢機卿となった。しかし宗教対立の激化から、1564年にはスペインへ召喚され、任務を解かれてフランシュ＝コンテへ勇退した。
グランヴェラは1565年にローマへ向かった他は、その後6年間沈黙を守った。しかし1570年、フェリペに呼び戻され、別の任務を受けてローマへ赴いた。そこで彼はオスマン帝国に対抗する教皇庁、ヴェネツィア共和国、スペイン帝国との間の同盟関係樹立に従事した。これはレパントの海戦に非常に役立つものであった。1575年、フェリペ2世によってマドリードへ呼ばれ、イタリア問題の担当大臣に任命された。彼は晩年まで、1584年のスペイン＝ポルトガルの同君連合樹立、スペイン王女カタリーナとサヴォイア公カルロ・エマヌエーレ1世の結婚でフランスに釘を刺すといった外交成果を挙げていった。1585年、ブザンソン大司教となったが、肺病に冒され、1586年にマドリードで没した。遺体は故郷ブザンソンへ運ばれた。

## 美術収集
グランヴェルは、ティツィアーノ、レオーネ・レオーニといったハプスブルク家のパトロンが好んだ芸術家作品を集めた、有名なコレクションを所有していた。これには、父ニコラから受け継いだ目を見張る収集品同様、ピーテル・ブリューゲルの作品数点が含まれていた。ブリューゲルの友で、彫刻家のジャック・ジョンケリンク（en）は、ブリュッセルにあるグランヴェルの邸宅内に工房を持っていた。南部ネーデルラント時代に、グランヴェルはアントニス・モルを発掘し、彼をマドリードの宮廷へ紹介した。またグランヴェルはジャンボローニャの後援を行い、彼の初めてのイタリア旅行をお膳立てした。グランヴェルの死によって収集品は甥が相続したが、皇帝ルドルフ2世が優れた作品を売るよう圧力をかけた。現在、これらコレクションの多くはウィーンかマドリードにある。またグランヴェルは、壮大な図書館を所有しており、現在一部がブザンソンに残っている。

## 参照
- この記事にはアメリカ合衆国内で著作権が消滅した次の百科事典本文を含む: Chisholm, Hugh, ed. (1911). “Granvella, Antoine Perrenot, Cardinal de”. Encyclopædia Britannica (英語). Vol. 12 (11th ed.). Cambridge University Press. p. 361-362.